# Tommy Dorsey
Pour les articles homonymes, voir Dorsey.
Tommy Dorsey, né à Shenandoah (Pennsylvanie) le 19 novembre 1905 et mort à Greenwich (Connecticut) le 26 novembre 1956, est un tromboniste, trompettiste et chef d'orchestre de jazz américain.
Il est le frère cadet du saxophoniste et chef d'orchestre Jimmy Dorsey.

## Biographie
Thomas Francis Dorsey, Jr. est né à Shenandoah en Pennsylvanie. Il commença sa carrière à l'âge de 15 ans lorsque son frère aîné Jimmy lui conseilla de remplacer Russ Morgan. Tommy et son frère travaillèrent dans plusieurs orchestres. Glenn Miller était un membre de l'orchestre de Tommy Dorsey en 1934. En 1935, alors que Every Little Moment était le succès de l'année, Tommy décide de quitter le groupe. Il fera deux apparitions filmées aux côtés de Frank Sinatra et son Orchestre dans les films Las Vegas Nights (1941) et Ship Ahoy (1942). En 1956, après un repas copieux, il décida de prendre des somnifères, en abusa, et en décéda. Son frère, atteint d'un cancer, mourut l'année suivante.
Tommy Dorsey est inhumé au Kensico Cemetery dans le hameau de Valhalla, New York.
Il avait été marié trois fois et avait quatre enfants. Son épouse Jane est décédée en 2003 à 79 ans.

## Discographie (sélective)

### Albums
- Blues (jam session, 1928)
- Tiger rag (à la trompette, 1929)
- I'm gettin' sentimental over you (1935)
- Boogie Woogie (1938)
- Easy does It (1939)
- I'll Never Smile Again (vocal, Frank Sinatra 1940)
- Yes indeed (1941)
- Opus n° 1 (1944)

### Titres N°1
- I'll Never Smile Again - n°1 US août-octobre 1940
- There Are Such Things - n°1 US janvier 1943
- In the Blue of Evening - n°1 US août 1943